# Andrea Federico Martin
Andrea Federico Martin (San Carlos, Argentina, 6 de febrero de 1991) es un futbolista argentino que juega de mediocampista en Deportes Recoleta de la Primera B de Chile.

## Trayectoria
Oriundo de San Carlos, es un producto de las divisiones inferiores de Godoy Cruz. En su país natal, defendió las camisetas de Atlético Argentino (Mendoza), Jorge Newbery de Villa Mercedes, Huracán Las Heras, San Martín de Mendoza, Pacífico y Desamparados. Además de ser futbolista, trabajó como gásfiter, en un viñedo y en una tienda de ropa.
En el año 2018, tuvo su primer experiencia en el extranjero, fichado por Deportes Vallenar. Volvió al club durante el año 2020.
En 2021, fichó por Deportes Recoleta, donde se coronó campeón de la Segunda División, y luego se convirtió en el capitán del equipo.

## Clubes
| Club                            | País      | Año       |
| ------------------------------- | --------- | --------- |
| Atlético Argentino (Mendoza)    | Argentina | 2013-2014 |
| Jorge Newbery de Villa Mercedes | Argentina | 2014-2016 |
| Huracán Las Heras               | Argentina | 2016-2017 |
| San Martín de Mendoza           | Argentina | 2017      |
| Deportes Vallenar               | Chile     | 2018      |
| Pacífico                        | Argentina | 2019      |
| Desamparados                    | Argentina | 2019-2020 |
| Deportes Vallenar               | Chile     | 2020      |
| Deportes Recoleta               | Chile     | 2021-Act. |

## Palmarés

### Campeonatos nacionales
| Título           | Club              | País  | Año  |
| ---------------- | ----------------- | ----- | ---- |
| Segunda División | Deportes Recoleta | Chile | 2021 |